# Jerome Flynn
Jerome Patrick Flynn (født 16. marts 1963) er en britisk skuespiller og sanger, kendt for roller som; Kenny "Rambo" Baines i tv-filmen fra 1986 London's Burning, og i tv-serier som Paddy Garvey i Soldier Soldier, Bronn i Game of Thrones, og Bennet Drake i Ripper Street.

## Filmografi

### Film
| År   | Titel                             | Rolle                                 | Noter |
| ---- | --------------------------------- | ------------------------------------- | ----- |
| 1988 | A Summer Story                    | Joe Narracombe                        |       |
| 1988 | To Kill a Priest                  |                                       |       |
| 1991 | Edward II                         | Edmund of Woodstock, 1st Earl of Kent |       |
| 1991 | Kafka                             | Castle Attendant                      |       |
| 2000 | Best                              | Bobby Charlton                        |       |
| 2007 | Rude Tales                        | Jerome Rude                           |       |
| 2013 | Dante's Daemon                    | Fisherman                             |       |
| 2017 | Loving Vincent                    | Dr. Gachet                            |       |
| 2019 | John Wick: Chapter 3 – Parabellum | Berrada                               |       |

### Tv
| År        | Titel                       | Rolle                  | Notre                                                          |
| --------- | --------------------------- | ---------------------- | -------------------------------------------------------------- |
| 1985      | American Playhouse          | Kurt                   | Episode: "Displaced Person"                                    |
| 1986      | Screen Two                  | Nigel                  | Episode: "The Russian Soldier"                                 |
| 1986      | The Monocled Mutineer       | Franny                 | Episoder: "When the Hurly-Burly's Done", "Before the Shambles" |
| 1986      | Breaking Up                 | John Mailer            |                                                                |
| 1986      | London's Burning: The Movie | Kenny 'Rambo' Baines   | TV movie                                                       |
| 1988      | Troubles                    | Matthews               | TV miniseries                                                  |
| 1988      | The Fear                    | Freddie                |                                                                |
| 1989      | Flying Lady                 | Benny Barton           | Episode: "The Trip"                                            |
| 1990      | Bergerac                    | Alan Bruton            | Episode: "Under Wraps"                                         |
| 1991      | Casualty                    | Alan Deacon            | Episode: "Living in Hope"                                      |
| 1991      | Boon                        | Chris Shepley          | Episode: "Lie of the Land"                                     |
| 1991–1995 | Soldier Soldier             | Patrick "Paddy" Garvey |                                                                |
| 1992      | Between the Lines           | Eddie Hargreaves       | 6 episoder                                                     |
| 1993      | Don't Leave Me This Way     | Tony Fleming           | TV movie                                                       |
| 1995      | A Mind to Murder            | Peter Nagle            | TV movie                                                       |
| 1997      | Ain't Misbehavin'           | Eddie Wallis           | TV miniserie                                                   |
| 1999      | The Ruth Rendell Mysteries  | Martin Urban           | Episode: "The Lake of Darkness"                                |
| 1999–2000 | Badger                      | Tom McCabe             |                                                                |
| 2007      | Tommy Zoom                  | Daniel                 | Stemmerolle                                                    |
| 2011–2019 | Game of Thrones             | Bronn                  | 36 episoder                                                    |
| 2012–2016 | Ripper Street               | Bennet Drake           | 31 episoder                                                    |
| 2016      | Black Mirror                | Hector                 | Episode: "Shut Up and Dance"                                   |
| 2022      | 1923                        | Banner Creighton       | Miniseries                                                     |
| 2023      | The Change                  | Pig Man                | TV series                                                      |